# Lertha vartianae
Lertha vartianae är en insektsart som beskrevs av H. Aspöck et al. 1984. Lertha vartianae ingår i släktet Lertha och familjen Nemopteridae. Inga underarter finns listade i Catalogue of Life.